# Jack Earle
Jack Earle, nato Jacob Rheuben Ehrlich (Denver, 3 luglio 1906 – El Paso, 18 luglio 1952), è stato un attore statunitense affetto da gigantismo. Era alto 232 cm.

## Filmografia
- A Howling Success, regia di Harry Edwards (1923)
- A Spooky Romance, regia di Albert Herman (come Al Herman) (1923)
- Fare Enough, regia di Albert Herman (1923)
- Hold On, regia di Albert Herman (come Al Herman) (1923)
- Back to Earth (1923)
- One Exciting Day (1923)
- Golfmania, regia di Albert Herman (come Al Herman) (1923) (1923)
- A Corn-Fed Sleuth, regia di Albert Herman (1923)
- Hansel and Gretel, regia di Alfred J. Goulding (1923)
- Obey the Law, regia di Robert P. Kerr (come Robert Kerr) (1924)
- Own a Lot (1924)
- Keep Going, regia di Robert P. Kerr (1924)
- Keep Coming (1924)
- You're Next, regia di Al Herman (1924)
- Peg o' the Mounted (1924)
- Sons-In-Law (1924)
- Hit 'em Hard (1924)
- A Lofty Marriage (1924)
- Taxi! Taxi!, regia di Noel M. Smith (1924)
- The Flower Girl, regia di Herman C. Raymaker (1924)
- A Royal Pair (1924)
- Jack and the Beanstalk, regia di Alfred J. Goulding (1924)
- Sahara Blues (1924)
- Stop, Look and Listen (1926)